# Wilhelm Opitz von Boberfeld

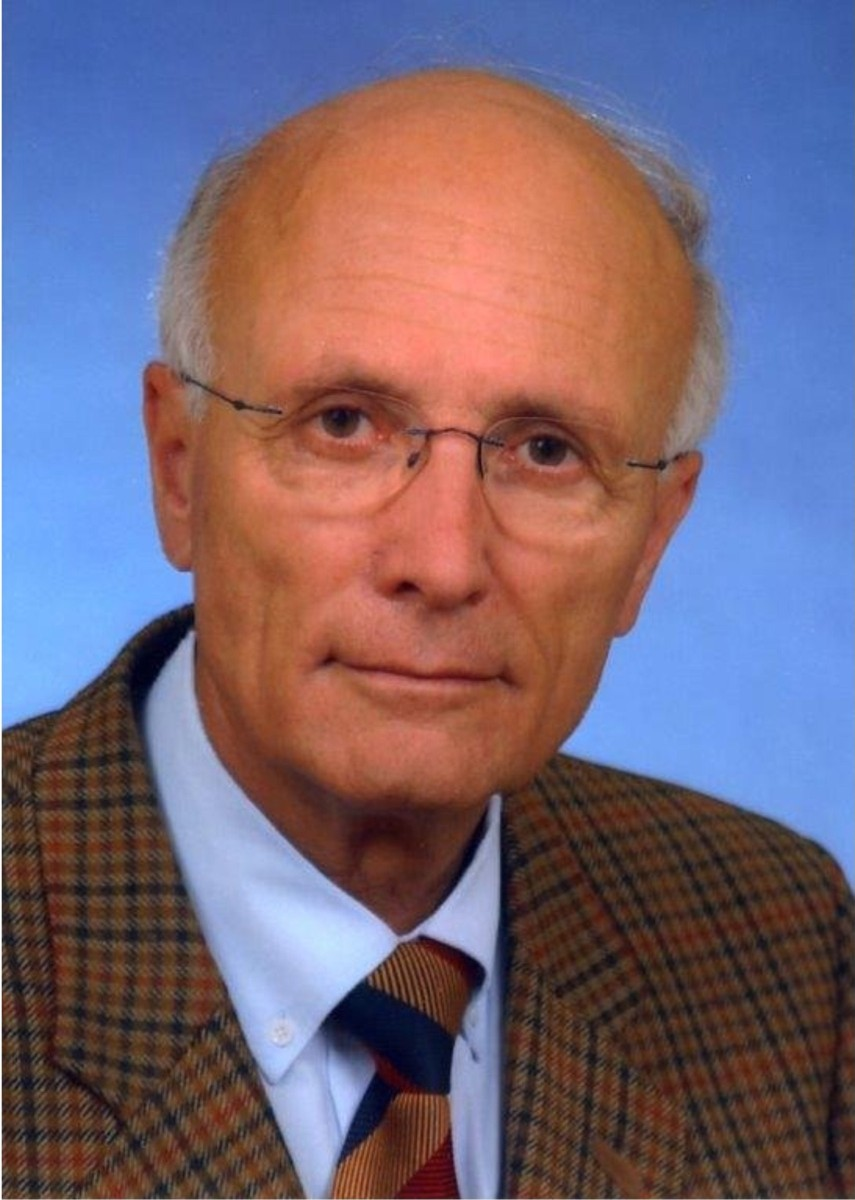
Wilhelm Opitz von Boberfeld (2014)

Wilhelm Konstantin Opitz von Boberfeld (* 7. März 1941 in Posen; † 12. August 2015 in Buseck) war ein deutscher Agrarwissenschaftler. Seine Lehr- und Forschungsschwerpunkte waren Grünlandlehre und Feldfutterbau einschließlich Futterkonservierung von 1978 bis 1984 an der Universität Bonn, von 1984 bis 1985 an der Universität Göttingen und von 1985 bis 2006 an der Universität Gießen.

## Lebensweg
Wilhelm Opitz von Boberfeld, Sohn eines Gutsbesitzers, aufgewachsen am Niederrhein, war verheiratet mit der Ärztin Ursula Opitz von Boberfeld und hatte eine Tochter, Carola Opitz von Boberfeld, die ebenfalls Ärztin ist. Nach der Lehre auf einem Hackfrucht-Getreidebaubetrieb in Westfalen, einem Futterbaubetrieb im Rheinland sowie einem halbjährigen Auslandspraktikum auf einem Getreidebaubetrieb in Västergötland/Schweden und dem Besuch der Staatlichen Landbauschule Wilhelmshaven sowie der Rheinischen Höheren Landbauschule Brühl studierte er an der  Universität Bonn Landwirtschaft, Abschluss: Diplom-Landwirt. 1971 wurde er unter der Ägide von Peter Boeker zum Dr. agr. mit der Dissertation „Vorherrschende Pflanzengesellschaften und die Ertragsleistung der Dauerweiden im rechtsrheinischen Höhengebiet Nordrhein-Westfalens“ promoviert. Hieran schloss sich am Institut für Pflanzenbau der Universität Bonn bis 1984 die Assistenten-/Oberassistentenzeit an. 1978 erfolgte die Habilitation mit Verleihung der  Venia Legendi für „Acker- und Pflanzenbau“. Das Thema der Habilitationsschrift lautete „Möglichkeiten zur serienmässigen Ermittlung sorten- und artenspezifischer Wurzelgewichte in verschiedenen Medien“. 1983 wurde er zum außerplanmäßigen Professor ernannt.
Nach Ablehnung von Rufen (1981) an die Technische Universität Berlin, Lehrstuhl „Futterbau und Grünlandnutzung“, sowie (1983) an die Universität Kassel, Professur „Pflanzenbau“, folgte 1984 die Berufung auf die Professur „Futterbau und Graslandwirtschaft“ der Universität Göttingen und 1985 die Berufung auf den Lehrstuhl „Grünlandwirtschaft und Futterbau“ der Universität Gießen. Nach der Pensionierung war er mehrere Semester als Gastprofessor an der Universität in Brünn/Brno, Tschechien, tätig. Unter seiner Ägide kamen 43 Promotionen und zwei Habilitationen zu einem Abschluss.

## Forschung und Lehre
Forschungsschwerpunkte waren: Analyse und Optimierung futterbaulicher Bewirtschaftungssysteme bezogen auf Futterqualität – einschließlich ihrer Bewertungsmethoden – und Nährstoffbilanzen. Weiterhin Studien zum Konkurrenz- und Substitutionsverhalten von Mischungskomponenten unter Einschluss von Kräutern im Hinblick auf Ertragsanteile, Futterqualität und Konservierungseigenschaften. Ferner die Quantifizierung der Beziehungen von floristischer Diversität und agronomischer Merkmale perennierender Bestände in Abhängigkeit von Bewirtschaftung und Standort. Gegen Ende seiner aktiven Zeit wurden von ihm im In- sowie im osteuropäischen Ausland pflanzenbaulich orientierte Untersuchungen zur ganzjährigen Außenhaltung von Fleischrindern als Landnutzungsoption für Grenzertragsstandorte mit einem gewissen Alleinstellungsmerkmal in Mitteleuropa im Rahmen eines Sonderforschungsbereichs initiiert, koordiniert und durchgeführt. Untersuchungen zu Leyfarming und Rangemanagement mit direktem Praxisbezug erfolgten im Norden und Süden Afrikas. Ein weiteres Bearbeitungsgebiet stellten vergleichende botanische Studien, Analysen und Ergänzungen zur Fortführung der von Ernst Klapp geschaffenen Süßgräser- und Kräuterfloren, die in insgesamt 10 Auflagen eingingen, dar. Damit war die weitere Existenz dieser für das Fachgebiet in Forschung und Lehre wichtigen Werke gesichert. Die Publikationsliste von Opitz von Boberfeld umfasst 29 Monografien, 134 peer-reviewed- und ca. 178 non-reviewed-Publikationen; zwei Bücher wurden in russischer Sprache veröffentlicht.
Die Lehre über 60 Semester deckte die Bereiche Grünlandlehre und Feldfutterbausysteme mit der Relevanz zu Standort, Weidetier, Futterbewertungsverfahren und Futterkonservierung sowie öffentliches Grün mit Bezug zur Nutzung und Pflege von nicht agrarisch genutzten Grünflächen ab.

## Funktionen in universitären Gremien und außeruniversitäre Tätigkeiten
Opitz von Boberfeld war unter anderem Dekan des Fachbereichs Agrarwissenschaften und Umweltsicherung sowie gleichzeitig Mitglied des Senats der Universität Gießen (1988–1989). Ferner hatte er einen Sitz im Haushaltsausschuss der Gesamtuniversität (1990–1992) und im Konvent (1990–2000). Er war kommissarischer Leiter der Professur für Organischen Landbau (1994–1997) und stellvertretender Sprecher des Sonderforschungsbereichs „Landnutzungskonzepte für periphere Regionen“ (1997–2005).
In außeruniversitären Gremien war er unter anderem gewähltes Mitglied des Ausschusses Grünland und Futterbau der Deutschen Landwirtschaftsgesellschaft (1984–2008), Berufung in den Widerspruchsausschuss für Sortenzulassungsfragen von Futter-, Öl- und Faserpflanzen beim Bundessortenamt durch den Bundesminister für Ernährung, Landwirtschaft und Forsten (1986–2002), gewählter Fachgutachter für Pflanzenbau und Pflanzenzüchtung der Deutschen Forschungsgemeinschaft (1988–1996), Vorsitzender der Arbeitsgemeinschaft Grünland und Futterbau der Gesellschaft für Pflanzenbauwissenschaften (1990–1996), Präsident der Gesellschaft für Pflanzenbauwissenschaften (1996–1999), Schriftleiter der Zeitschrift Pflanzenbauwissenschaften/German Journal of Agronomy (2001–2005), Mitglied im Editoral Board des Journals Grassland Science in Poland (seit 2004) und des Journals Infrastructure and Ecology of Rural Areas (seit 2011).

## Bücher (Auswahl)
- Grünlandnutzung. In: Grundfutterproduktion. Herausgegeben von J. Nösberger und W. Opitz v. Boberfeld, 1986, S. 65–118, ISBN 3-489-72010-5. 1988 Lizenzausgabe in russischer Sprache, ISBN 5-10-001266-8.
- Gräserbestimmungsschlüssel für die häufigsten Grünland- und Rasengräser, von E. Klapp, Überarbeitung und Ergänzung der 3. Auflage, 1988, Verlag Paul Parey, Berlin und Hamburg, 80 S., ISBN 3-489-61610-3, der 4. Auflage, 1995, Verlag Blackwell, Berlin und Wien, 84 S., ISBN 3-8263-3083-8, der 5. Auflage, 2004, Verlag Eugen Ulmer, Stuttgart, 84 S., ISBN 3-8001-4498-0 und der 6. Auflage, 2011, Verlag Eugen Ulmer, Stuttgart, 85 S., ISBN 978-3-8001-7606-9.
- Kräuterbestimmungsschlüssel für die häufigsten Grünland- und Rasenkräuter, von E. Klapp, Überarbeitung und Ergänzung der 2. Auflage, 1988, Verlag Paul Parey, Berlin und Hamburg, 127 S., ISBN 3-489-72610-3, der 3. Auflage, 1995, Verlag Blackwell, Berlin und Wien, 127 S., ISBN 3-8263-3052-8 und der 4. Auflage, 2004, Verlag Eugen Ulmer, Stuttgart, 127 S., ISBN 3-8001-4497-2.
- Taschenbuch der Gräser, von E. Klapp, Überarbeitung und Ergänzung der 12. Auflage, 1990, Verlag Paul Parey, Berlin und Hamburg, 282 S., ISBN 3-489-72710-X, der 13. Auflage, 2006, Verlag Eugen Ulmer, Stuttgart, 264 S., ISBN 3-8001-4775-0 und der 14. Auflage, 2013, Verlag Eugen Ulmer, Stuttgart, 264 S., ISBN 978-3-8001-7984-8.
- Grünlandlehre – Biologische und ökologische Grundlagen. UTB Taschenbuch 1770, 1994, Verlag Eugen Ulmer, Stuttgart, 336 S., ISBN 3-8252-1770-1.
- Ganzjährige Freilandhaltung von Mutterkühen, Winteraußenhaltung – Standort- und Futteraspekte. Herausgeber und Verlag Kuratorium für Technik und Bauwesen in der Landwirtschaft, Darmstadt, KTBL-Schrift 481, 2010, S. 31–80, ISBN 978-3-941583-39-9.

## Beiträge in Fachzeitschriften (Auswahl)
- Einfluß von Schnitt- und Aufwuchshöhe auf Trockensubstanzertrag und Inhaltsstoffe des Futters bei Weideversuchen. In: Das wirtschaftseigene Futter Bd. 18, 1972, S. 237–245.
- Einfluß von Temperatur und Niederschlag auf den Weideertrag in Mittelgebirgslage bei differenzierter N-Düngung (mit H. Jacob und P. Boeker). In: Journal Agronomy & Crop Science Bd. 144, 1977, S. 245–158.
- Nachsaaten auf Mähweiden in Abhängigkeit vom Verfahren und der Narbenbeschaffenheit (mit H. Scherhag). In: Journal Agronomy & Crop Science Bd. 149, 1980, S. 137–147.
- Direktsaaten auf Grünlandflächen in Abhängigkeit von der Methodik. In: Journal Agronomy & Crop Science Bd. 151, 1982, S. 62–74.
- Zur Technik der Applikation von Ammon-Nitrat-Harnstofflösungen unter variierten Bedingungen. In: Austrian Journal Agricultural Research Bd. 35, 1984, S. 197–205.
- Zur Wirkung von Düngersuspensionen auf Pflanzenmischbestände – Analyse der Nährstoffverfügbarkeit und Kalkwirkung in Abhängigkeit von der Kalkkomponente (mit M. Anger). In: Archives Agronomy & Soil Science Bd. 35, 1991, S. 17–22.
- Phänotyp und Futterqualität einschließlich Konservierungseigenschaften bei Gräsern. In: Journal Agronomy & Crop Science Bd. 172, 1994, S. 289–304.
- Qualitätsveränderungen einschließlich Mykotoxinproblematik von Primäraufwüchsen einer Glatthaferwiese (Arrhenatherion elatioris). In: Agribiological Research Bd. 49, 1996, S. 52–62.
- Zum Effekt von Laktobakterien-Zusätzen bei Grassilagen. In: German Journal Agronomy Bd. 2, 1998, S. 135–140.
- Keimungsstrategien von Arten verschiedener Grünlandpflanzengesellschaften (mit C. Knödler und C. Ziron). In: German Journal Agronomy Bd. 5, 2001, S. 87–95.
- Prediction of digestibility and energy concentration of winter pasture forage and herbage of low-input grassland – a comparison of methods (mit P.C. Theobald und H. Laser). In: Archives Animal Nutrition Bd. 57, 2003, S. 167–176.
- Accumulations of N, P and K in soil in different systems of outdoor keeping during winter with cattle (mit M. Sterzenbach und H. Laser). In: Austrian Journal Agricultural Research Bd. 56, 2005, S. 53–60.
- The effects of sward management on mineral content of winter grazed herbage (mit K. Banzhaf). In: Journal Agronomy & Crop Science Bd. 192, 2006, S. 1–9.
- Qualitative Eigenschaften ausgewählter Ackerpferch-Zwischenfrüchte – Zellwandanteil und Zellwandbeschaffenheit (mit M. Neff). In: Austrian Journal Agricultural Research Bd. 57, 2006, S. 75–86.
- Long-term effects of all-year beef cattle grazing on characteristics of soil chemistry and vegetation (mit J. Simon, K. Elsebach-Stoll und H. Laser). In: Grassland Science Europe Bd. 17, 2012, S. 255–257.

## Ehrungen und Auszeichnungen
- 1990 Verdienstmedaille der Landwirtschaftlichen und Veterinärmedizinischen Universität Ion Ionescu de la Brad Iassy/Iași, Rumänien.
- 1995 Ehrendoktorwürde (Dr. sc. agr. et silv. h. c.) der Mendel-Universität Brünn/Brno, Tschechien.
- 1998 Ehrendiplom der Landwirtschaftlichen und Veterinärmedizinischen Universität Ion Ionescu de la Brad Iassy/Iasi, Rumänien.
- 2002 Verdienstmedaille der Landwirtschaftlichen Akademie Breslau/Wrocław, Polen.
- 2006 Diplom der Mendel-Universität Brünn/Brno, Tschechien.
- 2006 Festschrift „Multifunktionale Landnutzung und Perspektiven für extensive Weidesysteme“ zum 65. Geburtstag. Herausgegeben von H. Laser, Verlag Köhler Gießen, 141 S. (mit Bild), ISBN 3-935713-97-5.
- 2011 Plakette des Hessischen Bauernverbandes, Friedrichsdorf/Taunus.